# Stepnoi (Altai)
Stepnoi (en rus: Степной) és un poble (un possiólok) del krai de l'Altai, a Rússia, que el 2013 tenia un habitant. Pertany al districte de Lóktevski.